# 舒高崑
舒高崑（16世紀—1640年），字昆山，湖廣辰州府溆浦縣人，明朝政治人物。

## 生平
舒高崑是萬曆二十二年（1594年）的舉人，任宿松知縣，後陞任禮部儀制司主事，歷官員外郎、郎中，楊嗣昌看重他，在督師入四川時讓他負責督餉；崇禎十三年（1640年）他在劍州遇上流寇羅汝才戰敗，受傷回營後去世，楊嗣昌上報朝廷後，追贈他為禮部右侍郎，入祀鄉賢祠，葬於段家灣，有《禦寇論》、《平賊書》等著作流傳。

## 引用
1. 1 2  同治《溆浦縣志·卷十五·仕宦》：舒高崑，字昆山，萬厯甲午舉人，七上春官不第，授宿松知縣，擢禮部儀制司主事，轉員外郎進郎中，著有《禦寇論》、《平賊書》，楊嗣昌見而奇之，及督師入蜀，薦高崑督餉。崇禎十三年與賊黨羅汝才遇於劍州，戰敗受四傷歸營死，嗣昌以聞贈禮部侍郎，崇祀鄉賢，歸葬於溆墓在段家灣。 府志
2. ↑  乾隆《辰州府志·卷二十八·選舉一》：舉人 明……萬歷二十二年甲午科……（溆浦） 舒高崑 舊志訛作高魁，官□【郎】中運餉□事，贈禮部右侍郎，祀鄉賢，有傳